# Aeroport Internacional Viru Viru
L'Aeroport Internacional Viru Viru (codi IATA: VVI, codi OACI: SLVR) és l'aeroport més gran i el més transitat de Bolívia. Se situa al nord de la ciutat de Santa Cruz de la Sierra, al municipi de Warnes. Va ser inaugurat oficialment el 1983 i serveix com a connexió de diversos vols cap i des de Bolívia.

## Història
L'aeroport es diu Viru Viru, un vocable guaraní que significa pampa o planura, l'extensió característica del lloc on va ser construït l'aeroport.
La idea de tenir un aeroport a la ciutat de Santa Cruz de la Sierra va ser concebuda el 1965 pel general René Barrientos amb la intenció de crear un aeroport intercontinental. Poc després, la construcció de l'aeroport va començar fins a concloure's i inaugurar-se el 1983. L'aeroport Viru Viru es va convertir en una baula important entre la ciutat de La Paz i la resta del país.
Durant el govern d'Evo Morales es va anunciar un pla de convertir l'aeroport de Viru Viru en un centre de connexions regional. El 2016 es va contractar l'empresa xinesa Beijing Urban per al desenvolupament del projecte, però les autoritats bolivianes van rescindir el contracte sis mesos després perquè l'empresa va incórrer en diversos incompliments.